# Beter laat dan nooit
Beter laat dan nooit is een Nederlandse komische realityserie, uitgezonden door RTL 4, met in de hoofdrollen Gerard Cox, Willibrord Frequin, Barrie Stevens en Peter Faber. De presentatie gebeurde door Olcay Gulsen en Katja Schuurman. De serie is gebaseerd op het Koreaanse programma 꽃보다 할배 (letterlijk "Opa's boven bloemen"). Daarna maakte de zender NBC een Amerikaanse versie getiteld Better Late Than Never. Na twee seizoenen op RTL 4 nam SBS6 het programma over van de zender. Voor het derde seizoen werd er gekozen voor een nieuwe groep televisiecoryfeeën. Henny Huisman, Edwin Rutten, Ad Visser en Frits Barend mogen samen met Estavana Polman een maand lang samen op reis.

## Format
In het programma gaan vier Nederlandse televisiecoryfeeën, die inmiddels allemaal op leeftijd zijn, een maand lang samen op reis. Ze reizen de wereld rond en komen in aanraking met culturen en gebruiken in verschillende landen.

## Deelnemers

### Seizoen 1 & 2
De deelnemers zijn acteur en zanger Gerard Cox, onder meer bekend van zijn personage Jaap Kooiman uit de serie Toen was geluk heel gewoon; acteur Peter Faber, die speelde in onder andere Ciske de Rat; voormalig danser, choreograaf en regisseur Barrie Stevens, waarschijnlijk het bekendst als jurylid in de Soundmixshow; en als laatste tv-reporter Willibrord Frequin. De mannen werden in het eerste seizoen vergezeld door mediapersoonlijkheid Olcay Gulsen. Voor het tweede seizoen werd presentatrice en actrice Katja Schuurman gevraagd als reisleidster.
- Gerard Cox (2018, 2020)
- Peter Faber (2018, 2020)
- Barrie Stevens (2018, 2020)
- Willibrord Frequin (2018, 2020)

Presentatie:
- Olcay Gulsen (seizoen 1; 2018)
- Katja Schuurman (seizoen 2; 2020)

### Seizoen 3
Voor het derde seizoen werd er gekozen voor een nieuwe groep televisiecoryfeeën. De deelnemers zijn journalist en presentator Frits Barend, presentator en zanger Henny Huisman, onder meer bekend van de Soundmixshow en Surpriseshow; acteur Edwin Rutten, die speelde in onder andere De film van Ome Willem en als laatste voormalig artiest, kunstenaar en auteur Ad Visser, waarschijnlijk het bekendst als presentator van het populaire muziekprogramma Toppop. De mannen worden vergezeld door handbalster Estavana Polman.
- Frits Barend (2023)
- Henny Huisman (2023)
- Edwin Rutten (2023)
- Ad Visser (2023)

Presentatie:
- Estavana Polman (seizoen 3; 2023)

## Seizoensoverzicht
| Seizoen | Uitzendtijden              | Zender | Aantal afleveringen | Start seizoen    | Start seizoen | Einde seizoen   | Einde seizoen | Gemiddelde kijkcijfers |
| Seizoen | Uitzendtijden              | Zender | Aantal afleveringen | Datum            | Kijkcijfers   | Datum           | Kijkcijfers   | Gemiddelde kijkcijfers |
| ------- | -------------------------- | ------ | ------------------- | ---------------- | ------------- | --------------- | ------------- | ---------------------- |
| 1       | Dinsdag 20:30 – 21:30 uur  | RTL 4  | 8                   | 4 september 2018 | 878.000       | 23 oktober 2018 | 515.000       | 731.875                |
| 2       | Dinsdag 20:30 – 21:30 uur  | RTL 4  | 6                   | 5 mei 2020       | 1.008.000     | 9 juni 2020     | 820.000       | 863.500                |
| 3       | Woensdag 20:30 - 21:30 uur | SBS6   | 6                   | 6 september 2023 | 844.000       | 11 oktober 2023 | 896.000       | 829.167                |

## Afleveringen

### Seizoen 1 (Azië)
| Afl | Uitzenddatum      | Locatie   | Kijkcijfers |
| --- | ----------------- | --------- | ----------- |
| 1   | 4 september 2018  | Tokio     | 878.000     |
| 2   | 11 september 2018 | Tokio     | 816.000     |
| 3   | 18 september 2018 | Vietnam   | 591.000     |
| 4   | 25 september 2018 | Hanoi     | 800.000     |
| 5   | 2 oktober 2018    | Bangkok   | 729.000     |
| 6   | 9 oktober 2018    | Sri Lanka | 879.000     |
| 7   | 16 oktober 2018   | Sri Lanka | 647.000     |
| 8   | 23 oktober 2018   | Amsterdam | 515.000     |

### Seizoen 2 (Midden- en Zuid-Amerika)
| Afl | Uitzenddatum | Locatie                          | Kijkcijfers |
| --- | ------------ | -------------------------------- | ----------- |
| 1   | 5 mei 2020   | Paramaribo                       | 1.008.000   |
| 2   | 12 mei 2020  | Paramaribo en Mexico-Stad        | 886.000     |
| 3   | 19 mei 2020  | Mexico-Stad en Teotihuacán       | 880.000     |
| 4   | 26 mei 2020  | Mexico-Stad en Havana            | 783.000     |
| 5   | 2 juni 2020  | Havana, Manaus en Rio de Janeiro | 804.000     |
| 6   | 9 juni 2020  | Rio de Janeiro                   | 820.000     |

### Seizoen 3 (Azië)
| Afl | Uitzenddatum      | Locatie             | Kijkcijfers |
| --- | ----------------- | ------------------- | ----------- |
| 1   | 6 september 2023  | Seoel               | 844.000     |
| 2   | 13 september 2023 | Seoel en Phnom Penh | 853.000     |
| 3   | 20 september 2023 | Phnom Penh          | 775.000     |
| 4   | 27 september 2023 | Kathmandu           | 793.000     |
| 5   | 4 oktober 2023    | Kathmandu           | 814.000     |
| 6   | 11 oktober 2023   | Kathmandu           | 896.000     |

## Achtergrond
In mei 2018 maakte RTL het programma bekend. In eerste instantie zou presentator en zanger Jamai Loman het programma presenteren. Echter vlak voor de opnames bleek hij niet mee te kunnen vanwege een niertransplantatie. Loman werd daardoor vervangen door Olcay Gulsen. De eerste aflevering van het programma werd uitgezonden op 4 september 2018 en was goed voor 878.000 kijkers, hiermee sloot het de top negen af van best bekeken programma's van die avond. De afleveringen die volgde schommelden tussen de 515.000 en 879.000 kijkers en kreeg positieve reacties van kijkers.
In juli 2019 werd door RTL bevestigd dat ze bezig was met het ontwikkelen van een tweede seizoen, tevens bevestigde ze destijds dat ze de vier heren zou vervangen door vier andere bekende Nederlanders. In de media doken namen op als Henny Huisman, Ron Brandsteder, Carry Tefsen en Joke Bruijs. Een aantal maanden later, in september 2019, gingen de geruchten de ronden dat de originele cast toch terug zou keren. Dit nieuws werd vervolgens in november 2019 bevestigd. Gulsen kon echter niet terugkeren als presentatrice voor het programma doordat ze overgestapt was van RTL naar Talpa. In januari 2020 werd tijdens een aflevering van Jinek onthuld dat Katja Schuurman haar vervangt als presentatrice.
Na twee seizoenen op RTL 4 nam SBS6 het programma in het jaar 2023 over van de zender. Opnames met een nieuwe groep deelnemers werden gemaakt in Azië.